# ニコライ・ベレゾフスキー
ニコライ・ベレゾフスキー（Nikolai Tikhonovich Berezovsky、Николай Тихонович Березовский、1900年5月17日 - 1953年8月27日）は、ロシア出身の作曲家、ヴァイオリニスト。
サンクトペテルブルク出身で、16歳まで宮廷礼拝堂で教育を受けた。サラトフの歌劇場のコンサートマスターやモスクワのボリショイ劇場の第一ヴァイオリン奏者を務めた。1922年にアメリカ合衆国に移住してジュリアード音楽院に入学し、パウル・コハニスキとルービン・ゴールドマークに師事した。移住後の最初の7年間はニューヨーク・フィルハーモニックに第一ヴァイオリン奏者として在籍した。1935年から1940年までクーリッジ弦楽四重奏団で演奏した。
作品には4つの交響曲、シンフォニエッタ、ヴァイオリン協奏曲、ヴィオラ協奏曲、チェロ協奏曲、トッカータと変奏曲、弦楽四重奏曲と管弦楽のためのフィナーレ、2つの金管四重奏曲、2つの弦楽四重奏曲、弦楽六重奏曲、11の楽器のための詩曲などがある。